# Carl Shutt
Carl Steven Shutt (* 10. Oktober 1961 in Sheffield) ist ein ehemaliger englischer Fußballspieler. Als Stürmer und gelegentlicher offensiver Mittelfeldspieler kam er vergleichsweise spät mit 24 Jahren zum Profifußball. Dabei war Trainer Howard Wilkinson zuerst bei Sheffield Wednesday und später Leeds United maßgeblich verantwortlich für seinen Weg in die höchste englische Spielklasse. Mit Leeds gewann Shutt 1992 zudem die englische Meisterschaft. Nach dem Ende seiner aktiven Profilaufbahn zum Ende der 1990er-Jahre wechselte er zeitweise ins Trainerfach und betreute in der ersten Hälfte des folgenden Jahrzehnts mit Kettering Town und Bradford Park Avenue semiprofessionelle Klubs.

## Sportlicher Werdegang
Die Karriere von Carl Shutt begann zunächst bescheiden im unterklassigen Fußball. als für Spalding United in der 1982 geschaffenen Northern Counties (East) League – noch unterhalb Northern Premier League angesiedelt – auf Torejagd ging. Er stürmte in der Saison 1984/85 an der Seite von Keith Alexander und wechselte im Mai 1985 ablösefrei zu dem von Howard Wilkinson trainierten Erstligisten Sheffield Wednesday. Dort war ihm zwar nie dauerhaft ein Stammplatz in der Sturmreihe vergönnt, aber mit neun Ligatreffern in 19 Partien der Spielzeit 1985/86 sowie sieben weiteren Toren im Jahr darauf etablierte er sich als Ergänzungsspieler. Zu seinen Konkurrenten im Angriff und Mannschaftskameraden gehörte Lee Chapman, auf den er später auch bei Leeds United wieder treffen sollte. Zunächst drohte Shutts Karriere auf höchster nationaler Ebene im Oktober 1987 aber schon wieder ein Ende gefunden zu haben, als er für 55.000 Pfund in der dritten Liga bei Bristol City einen neuen Vertrag unterzeichnete. Bei den „Robins“ behielt sich Shutt seine gute Torquote bei, schoss vor allem in der Saison 1987/88 in 22 Ligaspielen neun Tore und wechselte nach insgesamt knapp 17 Monaten zum Zweitligisten Leeds United. Dort hatte sein Ex-Trainer Wilkinson mittlerweile das Traineramt übernommen und sich für einen Spielertausch von Shutt für Bob Taylor, der wiederum den Gang nach Bristol antrat, entschieden.
Bei seinem Debüt am 1. April 1989 schoss er sofort drei Tore zum 3:0-Sieg gegen den AFC Bournemouth und mit seiner kämpferischen Einstellung und Laufbereitschaft entwickelte er sich schnell zu einem Publikumsliebling. Nachdem er mit Leeds United in der Spielzeit 1989/90 aufgestiegen war, zeigte er seine Torgefährlichkeit besonders in der anschließenden Saison 1990/91 mit insgesamt zehn Ligatoren. Er stürmte dabei an der Seite von Lee Chapman und später Rod Wallace, wobei seine Rolle in der Folge nicht selten auf die eines Einwechselspielers beschränkt blieb. Dennoch feierte er in der Saison 1991/92 den größten Erfolg seiner Karriere, als er die englische Meisterschaft gewann und dazu 14 Ligaeinsätze beisteuerte. Sein persönliches „Highlight“ erlebte er kurz darauf in der Champions League, als er im Entscheidungsspiel der ersten Runde gegen den VfB Stuttgart kurz nach seiner Einwechslung für Éric Cantona den 2:1-Siegtreffer schoss und seinem Klub damit das Weiterkommen ermöglichte.
Nächste Station war ab der Saison 1993/94 der Zweitligist Birmingham City. Dort blieb er mit lediglich vier Toren in 26 Ligabegegnungen jedoch hinter den Erwartungen zurück und musste dazu am Ende den Abstieg in die Drittklassigkeit hinnehmen. Zwischendurch war er zur und kurz nach der Jahreswende für kurze Zeit an den Erstligisten Manchester City ausgeliehen, dort aber in sechs Partien ohne eigenen Treffer geblieben. In der dritten Liga bestritt Shutt den ersten Monat der folgenden Saison 1994/95 auf Leihbasis für Bradford City, dem er sich dann im September 1994 dauerhaft für eine Ablösesumme von 75.000 Pfund anschloss. Mittlerweile im Herbst seiner Spielerlaufbahn angekommen, spielte er für seinen neuen Klub zumeist im offensiven Mittelfeld und nur noch gelegentlich „in vorderster Front“. Er rutschte er spätestens ab Januar 1996 stetig in die Rolle des Ergänzungsspielers ab und landete im März auf der Transferliste, bevor er sich in die Stammelf zurück arbeitete, um das entscheidende Tor zum Einzug in die Play-off-Spiele zu erzielen, die wiederum in den Aufstieg in die zweite Liga mündeten. In der letzten Saison 1996/97 für Bradford City kam er wieder zu mehr Einsätzen als Einwechselspieler, bevor er im März 1997 im Austausch für Robbie Blake beim Viertligisten FC Darlington anheuerte. Am vorletzten Spieltag schoss er per Weitschuss gegen Mansfield Town (1:2) das erste Tor für seinen neuen Verein und obwohl er bei seinen 33 Ligaeinsätzen in der Saison 1997/98 nur zu 15 Starteinsätzen kam, zeigte er sich vor allem bei knappen Spielverläufen weiter in guter Verfassung. Die Spielzeit 1998/99 war letztlich Shutts letzte Profisaison. Dabei kam er zumeist über die rechte Seite zum Zug und schoss im Verlauf der Saison zwei Tore.

## Traineraktivitäten
Shutt führte fortan seine aktive Laufbahn außerhalb des Vollprofitums bei Kettering Town fort und übernahm dazu im Februar 2001 zunächst interimistisch das Traineramt. Obwohl er den Abstieg aus der Football Conference nicht verhindern konnte, verpflichtete ihn der Klub als dauerhafte Lösung für den Posten. Diesem gelang nach nur einem Jahr die Rückkehr; dazu steuerte er in der Saison 2002/03 die Geschicke in einer schwierigen Situation, in der der Verein zum Verkauf stand und von der Insolvenz bedroht war. Als der erneute Abstieg fest stand, beendete die Vereinsführung Shutts Kontrakt.
Im Jahr 2004 nahm Shutt das nächste Engagement als Spielertrainer von Bradford Park Avenue an und gemeinsam gelang dem Klub der Aufstieg in die Conference North. Dort konnte sich der Neuling jedoch nicht halten und nach dem direkten Wiederabstieg wurde Shutts auflaufender Vertrag nicht verlängert.

## Titel/Auszeichnungen
- Englische Meisterschaft (1): 1992